# 昆吾
昆吾（？—？），中国上古人物，己姓，陶神。根据《史记·楚世家》记载，昆吾是陆终的长子。他和他的后代在今河南省许昌市东建立昆吾国。
昆吾善于制造陶器和铸造金屬器，夏启曾命人在昆吾铸鼎。后为商汤所灭。西周时成为许国的封地。
《呂氏春秋·君守篇》載：“奚仲作車，倉頡作書，后稷作稼，皋陶作刑，昆吾作陶，夏鯀作城，此六人者，所作當矣。”